# Cercle mbc
 (octobre 2008).
Si vous disposez d'ouvrages ou d'articles de référence ou si vous connaissez des sites web de qualité traitant du thème abordé ici, merci de compléter l'article en donnant les références utiles à sa vérifiabilité et en les liant à la section « Notes et références ».
Le Cercle mbc, communément appelé simplement MBC, est un cercle privé basé à Paris et à Genève. Il est l'héritier de l'ancien Maxim's Business Club d'où il tient son nom. Le cercle ne possède pas de locaux mais bénéficie à Paris d'un accord avec le restaurant Fouquet's, sur les Champs-Élysées à Paris. L'admission se fait sur parrainage. 

## Origines parisiennes
Ce club, fondé à Paris en 1968 par Louis Vaudable, propriétaire du restaurant Maxim's, André-Pierre Tarbès, le prince Jean Poniatowski, Paul Dupuy et Patrick Guerrand-Hermès, avait pour but de réunir de jeunes hommes d’affaires dans le cadre, à l’origine, du restaurant Maxim's où se trouvait son siège, et de faciliter des relations amicales ou professionnelles entre ses membres, ou avec des personnes extérieures du club. Le MBC Paris avait opté pour le statut d’une association à but non lucratif, loi de 1901.
Pour accomplir cet objectif, le Maxim’s Business Club a organisé de très nombreux déjeuners-débats, conférences, visites de sociétés. L’activité du club s’est progressivement étendue à l’organisation de week-ends et voyages, à but professionnel, culturel, sportif ou de loisirs, et à participer à de nombreuses manifestations et soirées à Paris ou à l’étranger, telles que soirées au théâtre, cinéma, soirée de bienfaisance ou visites d’expositions et de musées.

## Développement à Paris et Genève
En 1984, André-Pierre Tarbès demande à Xavier Givaudan de créer l’antenne genevoise du Maxim’s Business Club. Le président du comité est Xavier Givaudan, Luc Argand est vice-président et Pierre Sciclounoff le troisième membre fondateur. Après le décès de ce dernier, ce comité a été élargi pour inclure Roland Cramer, Olivier Dunant et Bernard Nicod.
En 1996, les structures du MBC Paris sont modifiées, pour tenir compte de l’évolution du club qui compte alors plus de 800 membres. Un Conseil d’administration de 18 membres élus par l’assemblée des membres du club est créé. Ce Conseil d’administration délègue ses pouvoirs à un Comité exécutif de sept membres dont le président actuel, Jean Poniatowski, a succédé à André-Pierre Tarbès, décédé en mai 1998.
Toujours en 1996, le MBC Genève a également modifié ses structures pour tenir compte du nombre de ses membres et de ses activités, en adoptant le statut d’une association à but non lucratif, régie par les articles 60 et suivants du Code civil suisse, et inscrite au Registre du commerce de Genève. Le statut juridique des deux associations, à but non lucratif, leur impose d’être financièrement indépendantes, mais elles restent étroitement associées. Les membres du MBC Genève sont automatiquement membres du MBC Paris et les membres du MBC Paris qui viennent s’installer en Suisse sont automatiquement membres du MBC Genève. Le MBC Genève regroupe tous les membres du MBC domiciliés en Suisse.
Une étape importante est franchie en 1998 par l’admission au MBC Paris et au MBC Genève de membres dames. À cette occasion, la baronne Nadine de Rothschild rejoint le comité du Cercle MBC Genève.
Les activités du MBC Genève sont légèrement différentes de celles du MBC Paris et se spécialisent dans l'organisation de week-ends et voyages. Néanmoins, le MBC Genève continue à organiser des déjeuners-conférences en l’honneur de personnalités extérieures du Cercle, parfois en liaison avec d’autres associations, des visites de sociétés et des manifestations à but culturel, sportif ou de loisirs. Le Cercle a également entrepris l’organisation de soirées de bienfaisance, et a mis l’accent, au cours de ses voyages, sur la participation à des œuvres de charité dans le but de se donner une bonne image.

## LeMaxim's Business Club (MBC)devientCercle mbc (MBC)
En juin 2003, le MBC Paris a décidé de mettre fin à son association avec le restaurant Maxim’s, qui ne répondait plus aux attentes des membres du cercle, pour rejoindre le restaurant Fouquet’s du Groupe Lucien Barrière. En conséquence, le cercle a renoncé à la raison sociale Maxim’s Business Club pour ne conserver que le sigle MBC et adopter la nouvelle raison sociale Cercle mbc.

## Prix de l'excellence économique
Le cercle MBC délivre une distinction intitulée le Prix de l'excellence économique. En 2009, il est attribué à Jean-Michel Quatrepoint.